# Bhusawal
Bhusawal là một thành phố và là nơi đặt hội đồng đô thị (municipal council) của quận Jalgaon thuộc bang Maharashtra, Ấn Độ.

## Địa lý
Bhusawal có vị trí 21°03′B 75°46′Đ / 21,05°B 75,77°Đ Nó có độ cao trung bình là 209 mét (685 foot).

## Nhân khẩu
Theo điều tra dân số năm 2001 của Ấn Độ, Bhusawal có dân số 172.366 người. Phái nam chiếm 52% tổng số dân và phái nữ chiếm 48%. Bhusawal có tỷ lệ 78% biết đọc biết viết, cao hơn tỷ lệ trung bình toàn quốc là 59,5%: tỷ lệ cho phái nam là 83%, và tỷ lệ cho phái nữ là 72%. Tại Bhusawal, 11% dân số nhỏ hơn 6 tuổi.